# Australian Open de 2015
O Australian Open de 2015 foi um torneio de tênis disputado nas quadras duras do Melbourne Park, em Melbourne, na Austrália, entre 19 de janeiro e 1º de fevereiro. Corresponde à 47ª edição da era aberta e a 103ª de todos os tempos.
Stanislas Wawrinka defendia o título masculino de simples, mas perdeu para o tetracampeão do torneio Novak Djokovic nas semifinais. No feminino, Li Na não defendeu seu título porque se aposentou em setembro de 2014. Novak Djokovic conquistou o quinto título australiano derrotando Andy Murray; bateu o recorde de homem com mais títulos neste torneio na era aberta.  Serena Williams atingiu a mesma marca no feminino ao ser hexacampeã, superando Maria Sharapova.
Nas duplas, tanto Simone Bolelli e Fabio Fognini quanto Bethanie Mattek-Sands e Lucie Šafářová conquistaram seus primeiros títulos de Slam. Os experientes Martina Hingis e Leander Paes faturaram as mistas derrotando os defensores do título Kristina Mladenovic e Daniel Nestor.

## Terceiro teto
A Margaret Court Arena, uma das quadras principais ao lado da Rod Laver Arena e da Hisense Arena, teve a capacidade aumentada de 6.000 para 7.500 espectadores e se tornou a terceira do Melbourne Park a possuir um teto retrátil totalmente operacional; é o primeiro dos torneios do Grand Slam a possuir três estádios com esta característica. Devido, em parte, ao novo teto, o evento de 2015 bateu recorde de público, com 703.899 torcedores. A temperatura, um pouco menor que o normal, pode também ter ajudado a isso.

## Transmissão
Esta é a lista de países e canais designados a transmitir o torneio durante a edição em questão:
Em 2015, a cobertura ao vivo englobou todas as dezesseis quadras. O qualificatório, a cerimônia de abertura e o dia das crianças também foram exibidos pelo site oficial do torneio, o ausopen.com.
Países lusófonos

| País(es) | Canal(is)   |
| -------- | ----------- |
| Brasil   | ESPN Brasil |
| Portugal | Eurosport   |

Resto do mundo
| País(es)                              | Canal(is)             |
| Países avulsos                        |                       |
| ------------------------------------- | --------------------- |
| Austrália                             | Seven Network         |
| China                                 | CCTV-5 iQIYI SMG      |
| Fiji                                  | Fiji One [en]         |
| Índia                                 | Sony SIX [en]         |
| Japão                                 | NHK WOWOW             |
| Nova Zelândia                         | Sky [en]              |
| Países Baixos                         | NOS                   |
| Suíça                                 | SRG SSR               |
| Reino Unido                           | BBC                   |
| Regiões                               |                       |
| África                                | SuperSport            |
| América do Norte                      | ESPN                  |
| América Central América do Sul Caribe | ESPN (América Latina) |
| Ásia                                  | Fox Sports (Ásia)     |
| Europa                                | Eurosport             |
| Oriente Médio                         | beIN Sports           |

## Polêmica
Após vencer seu jogo de simples na segunda fase, a canandense Eugenie Bouchard foi abordada na quadra por um entrevistador do evento, que citou tuítes dela, na noite anterior, elogiando a roupa de jogo de Serena Williams. Essa pessoa, então, pediu que a tenista desse "uma voltinha" para mostrar o próprio visual, feita com contrangimento. O ocorrido foi interpretado como sexista. Questionada posteriormente, a citada Serena disse que o entrevistador “não pediria para Rafael Nadal ou Roger Federer darem uma 'voltinha'”. A ex-jogadora Billie Jean King, então, reproduziu a mesma linha de pensamento. Um veículo de imprensa tentou fazer a defesa, afirmando que numa entrevista antes do torneio, Nadal foi convidado a tirar a camisa, para satisfação do público feminino".

## Pontuação e premiação

### Distribuição de pontos
ATP e WTA informam suas pontuações em Grand Slam, distintas entre si, em simples e em duplas. A ITF responde exclusivamente pelos juvenis e cadeirantes.
Considerado torneio amistoso, o de duplas mistas não gera pontos.
No juvenil, os simplistas jogam duas fases de qualificatório (eram três até 2014 no Slam australiano), mas só os que passam à chave principal pontuam. Em duplas, a pontuação é por jogador. A partir da fase com 16, os competidores recebem pontos adicionais de bônus (os valores da tabela já somam as duas pontuações).

#### Profissional
| Evento            | V    | F    | SF  | QF  | R16 | R32 | R64 | R128 | Q  | Q3 | Q2 | Q1 |
| Simples masculino | 2000 | 1200 | 720 | 360 | 180 | 90  | 45  | 10   | 25 | 16 | 8  | 0  |
| Duplas masculinas | 2000 | 1200 | 720 | 360 | 180 | 90  | 0   | —    | —  | —  | —  | —  |
| Simples feminino  | 2000 | 1300 | 780 | 430 | 240 | 130 | 70  | 10   | 40 | 30 | 20 | 2  |
| Duplas femininas  | 2000 | 1300 | 780 | 430 | 240 | 130 | 10  | —    | —  | —  | —  | —  |

| Evento            | V   | F   | SF  | QF  | R16 | R32 | R64 | Q  | Q2 | Q1 |
| Simples Masculino | 375 | 270 | 180 | 120 | 75  | 30  | 25* | 20 | 0  | 0  |
| Simples Feminino  | 375 | 270 | 180 | 120 | 75  | 30  | 25* | 20 | 0  | 0  |
| Duplas Masculinas | 270 | 180 | 120 | 75  | 45  | 0   | —   | —  | —  | —  |
| Duplas Femininas  | 270 | 180 | 120 | 75  | 45  | 0   | —   | —  | —  | —  |

| Evento               | V   | F   | SF/3º lugar | QF/4º lugar |
| Simples              | 800 | 500 | 375         | 100         |
| Simples tetraplégico | 800 | 500 | 375         | 100         |
| Duplas               | 800 | 500 | 100         | —           |
| Duplas tetraplégicas | 800 | 100 | —           | —           |

### Premiação
A premiação geral aumentou 21,2% em relação a 2014. Os títulos de simples tiveram um acréscimo de A$ 450.000 cada.
O número de participantes em simples se difere somente na fase qualificatória (128 homens contra 96 mulheres). Os valores para duplas são por par. Diferentemente da pontuação, não há recompensa aos vencedores do qualificatório.
Juvenis não são pagos. Outras disputas, como a de cadeirantes, não tiveram os valores detalhados; estão inclusos em "Outros eventos".«Australian Open 2015 Prize Money: Complete Purse and Earnings from Melbourne» (em inglês). bleacherreport.com. 18 de janeiro de 2015</ref>
| Evento        | V            | F           | SF         | QF         | Últimos 16 | Últimos 32 | Últimos 64 | Últimos 128 | Q3        | Q2        | Q1        |
| Contemplados  | 1            | 1           | 2          | 4          | 8          | 16         | 32         | 64          | 16H / 12M | 32H / 24M | 64H / 48M |
| Simples (2)   | A$ 3.100.000 | A$ 1.550.00 | A$ 650.000 | A$ 340.000 | A$ 175.000 | A$ 97.500  | A$ 60.000  | A$ 34.500   | A$ 16.000 | A$ 8.000  | A$ 4.000  |
| Duplas (2)    | A$ 575.000   | A$ 285.000  | A$ 142.500 | A$ 71.000  | A$ 39.000  | A$ 23.000  | A$ 14.800  | —           | —         | —         | —         |
| Duplas mistas | A$ 142.500   | A$ 71.500   | A$ 35.600  | A$ 16.300  | A$ 8.200   | A$ 4.000   | —          | —           | —         | —         | —         |

Outros eventos: A$ 605.330
Total dos eventos: A$ 36.390.530
Per diem (estimado): A$ 3.609.470
Total da premiação: A$ 40.000.000

## Cabeças de chave
Cabeças baseados(as) nos rankings de 12 de janeiro de 2015. Dados de Ranking e Pontos anteriores são de 19 de janeiro de 2015.
Os pontos a defender incluem os conseguidos no Australian Open de 2014 e nos torneios da semana seguinte, de 27 de janeiro – Copa Davis para os homens; Paris e Pattaya para as mulheres. Quando ocorreu essa jornada dupla, os pontos - defendidos e conquistados - são desmembrados na célula.
A colocação individual nos rankings de duplas masculinas e femininas ajudam a definir os cabeças de chaves nestas categorias e também na de mistas.
Em verde, o(s) cabeça(s) de chave campeão(ões). Em vermelho, o(s) vice-campeão(ões).

### Simples

#### Masculino
| Cabeça | Ranking | Jogador               | Pontos anteriores | Pontos a defender | Pontos conquistados | Nova pontuação | Eliminado na | Eliminado por           |
| ------ | ------- | --------------------- | ----------------- | ----------------- | ------------------- | -------------- | ------------ | ----------------------- |
| 1      | 1       | Novak Djokovic        | 11.405            | 360               | 2.000               | 13.045         | Campeão      | –                       |
| 2      | 2       | Roger Federer         | 9.875             | 720+40            | 90                  | 9.205          | 3ª fase      | Andreas Seppi           |
| 3      | 3       | Rafael Nadal          | 6.585             | 1.200             | 360                 | 5.745          | QF           | Tomáš Berdych [7]       |
| 4      | 4       | Stan Wawrinka         | 5.370             | 2.000+40          | 720                 | 4.050          | SF           | Novak Djokovic [1]      |
| 5      | 5       | Kei Nishikori         | 5.025             | 180               | 360                 | 5.205          | QF           | Stan Wawrinka [4]       |
| 6      | 6       | Andy Murray           | 4.675             | 360+145           | 1.200+90            | 5.460          | F            | Novak Djokovic [1]      |
| 7      | 7       | Tomáš Berdych         | 4.660             | 720               | 720                 | 4.660          | SF           | Andy Murray [6]         |
| 8      | 8       | Milos Raonic          | 4.575             | 90                | 360                 | 4.845          | QF           | Novak Djokovic [1]      |
| 9      | 10      | David Ferrer          | 4.145             | 360               | 180                 | 3.965          | 4ª fase      | Kei Nishikori [5]       |
| 10     | 11      | Grigor Dimitrov       | 3.645             | 360               | 180                 | 3.465          | 4ª fase      | Andy Murray [6]         |
| 11     | 13      | Ernests Gulbis        | 2.455             | 45                | 10                  | 2.420          | 1ª fase      | Thanasi Kokkinakis [WC] |
| 12     | 14      | Feliciano López       | 2.130             | 90                | 180                 | 2.220          | 4ª fase      | Milos Raonic [8]        |
| 13     | 16      | Roberto Bautista Agut | 2.110             | 180               | 45                  | 1.975          | 2ª fase      | Gilles Müller           |
| 14     | 15      | Kevin Anderson        | 2.125             | 180               | 180                 | 2.125          | 4ª fase      | Rafael Nadal [3]        |
| 15     | 17      | Tommy Robredo         | 2.015             | 180               | 10                  | 1.845          | 1ª fase, ab. | Édouard Roger-Vasselin  |
| 16     | 18      | Fabio Fognini         | 1.790             | 180+80            | 10                  | 1.540          | 1ª fase      | Alejandro González      |
| 17     | 19      | Gaël Monfils          | 1.770             | 90                | 45                  | 1.725          | 2ª fase      | Jerzy Janowicz          |
| 18     | 20      | Gilles Simon          | 1.730             | 90                | 90                  | 1.730          | 3ª fase      | David Ferrer [9]        |
| 19     | 21      | John Isner            | 1.685             | 10                | 90                  | 1.765          | 3ª fase      | Gilles Müller           |
| 20     | 22      | David Goffin          | 1.669             | (35)+55           | 45+35               | 1.659          | 2ª fase      | Marcos Baghdatis        |
| 21     | 23      | Alexandr Dolgopolov   | 1.455             | 45                | 10                  | 1.420          | 1ª fase      | Paolo Lorenzi           |
| 22     | 24      | Philipp Kohlschreiber | 1.415             | 0                 | 45                  | 1.460          | 2ª fase      | Bernard Tomic           |
| 23     | 27      | Ivo Karlović          | 1.365             | 10                | 45                  | 1.400          | 2ª fase      | Nick Kyrgios            |
| 24     | 28      | Richard Gasquet       | 1.350             | 90+40             | 90                  | 1.310          | 3ª fase      | Kevin Anderson [14]     |
| 25     | 25      | Julien Benneteau      | 1.390             | 45                | 10                  | 1.355          | 1ª fase      | Benjamin Becker         |
| 26     | 26      | Leonardo Mayer        | 1.389             | 45                | 45                  | 1.389          | 2ª fase      | Viktor Troicki          |
| 27     | 29      | Pablo Cuevas          | 1.227             | (20)              | 10                  | 1.217          | 1ª fase      | Matthias Bachinger [Q]  |
| 28     | 30      | Lukáš Rosol           | 1.210             | 10                | 45                  | 1.245          | 2ª fase      | Dudi Sela               |
| 29     | 31      | Jérémy Chardy         | 1.195             | 90                | 45                  | 1.150          | 2ª fase      | Andreas Seppi           |
| 30     | 32      | Santiago Giraldo      | 1.175             | 10                | 45                  | 1.210          | 2ª fase      | Steve Johnson           |
| 31     | 33      | Fernando Verdasco     | 1.135             | 45                | 90                  | 1.180          | 3ª fase      | Novak Djokovic [1]      |
| 32     | 34      | Martin Kližan         | 1.133             | 106               | 45                  | 1.072          | 2ª fase, ab. | João Sousa              |

##### Desistências
| Ranking | Jogador            | Pontos anteriores | Pontos a defender | Nova pontuação | Motivo                          |
| ------- | ------------------ | ----------------- | ----------------- | -------------- | ------------------------------- |
| 9       | Marin Čilić        | 4.150             | 45                | 4.105          | Lesão no ombro direito          |
| 12      | Jo-Wilfried Tsonga | 2.740             | 180+40            | 2.520          | Inflamação no antebraço direito |

#### Feminino
| Cabeça | Ranking | Jogadora                   | Pontos anteriores | Pontos a defender | Pontos conquistados | Nova pontuação | Eliminada na | Eliminada por           |
| ------ | ------- | -------------------------- | ----------------- | ----------------- | ------------------- | -------------- | ------------ | ----------------------- |
| 1      | 1       | Serena Williams            | 8.016             | 240               | 2.000               | 9.776          | Campeã       | –                       |
| 2      | 2       | Maria Sharapova            | 7.335             | 240+185           | 1.300               | 8.210          | F            | Serena Williams [1]     |
| 3      | 3       | Simona Halep               | 6.571             | 430               | 430                 | 6.571          | QF           | Ekaterina Makarova [10] |
| 4      | 4       | Petra Kvitová              | 6.360             | 10                | 130                 | 6.480          | 3ª fase      | Madison Keys            |
| 5      | 5       | Ana Ivanović               | 4.845             | 430               | 10                  | 4.425          | 1ª fase      | Lucie Hradecká [Q]      |
| 6      | 6       | Agnieszka Radwańska        | 4.810             | 780               | 240                 | 4.270          | 4ª fase      | Venus Williams [18]     |
| 7      | 7       | Eugenie Bouchard           | 4.715             | 780               | 430                 | 4.365          | QF           | Maria Sharapova [2]     |
| 8      | 8       | Caroline Wozniacki         | 4.625             | 130               | 70                  | 4.565          | 2ª fase      | Victoria Azarenka       |
| 9      | 9       | Angelique Kerber           | 3.360             | 240               | 10                  | 3.130          | 1ª fase      | Irina-Camelia Begu      |
| 10     | 11      | Ekaterina Makarova         | 2.970             | 240+280           | 780+55              | 3.285          | SF           | Maria Sharapova [2]     |
| 11     | 10      | Dominika Cibulková         | 3.007             | 1.300             | 430                 | 2.137          | QF           | Serena Williams [1]     |
| 12     | 12      | Flavia Pennetta            | 2.861             | 430               | 10                  | 2.441          | 1ª fase      | Camila Giorgi           |
| 13     | 13      | Andrea Petkovic            | 2.780             | 10+100            | 10+55               | 2.735          | 1ª fase      | Madison Brengle         |
| 14     | 14      | Sara Errani                | 2.735             | 10+305            | 130+1               | 2.551          | 3ª fase      | Yanina Wickmayer        |
| 15     | 15      | Jelena Janković            | 2.590             | 240               | 10                  | 2.360          | 1ª fase      | Timea Bacsinszky        |
| 16     | 16      | Lucie Šafářová             | 2.545             | 130               | 10                  | 2.425          | 1ª fase      | Yaroslava Shvedova      |
| 17     | 17      | Carla Suárez Navarro       | 2.415             | 130               | 10                  | 2.295          | 1ª fase      | Carina Witthöft         |
| 18     | 18      | Venus Williams             | 2.370             | 10                | 430                 | 2.790          | QF           | Madison Keys            |
| 19     | 19      | Alizé Cornet               | 2.255             | 130+185           | 130+55              | 2.125          | 3ª fase      | Dominika Cibulková [11] |
| 20     | 21      | Samantha Stosur            | 1.895             | 130               | 70                  | 1.835          | 2ª fase      | Coco Vandeweghe         |
| 21     | 22      | Peng Shuai                 | 1.880             | 10+60             | 240+30              | 2.080          | 4ª fase      | Maria Sharapova [2]     |
| 22     | 20      | Karolína Plíšková          | 2.075             | 70+180            | 130+60              | 2.015          | 3ª fase      | Ekaterina Makarova [10] |
| 23     | 25      | Anastasia Pavlyuchenkova   | 1.820             | 130+470           | 10+1                | 1.231          | 1ª fase      | Yanina Wickmayer        |
| 24     | 24      | Garbiñe Muguruza           | 1.845             | 240               | 240                 | 1.845          | 4ª fase      | Serena Williams [1]     |
| 25     | 23      | Barbora Záhlavová-Strýcová | 1.870             | 70                | 130                 | 1.930          | 3ª fase      | Victoria Azarenka       |
| 26     | 26      | Elina Svitolina            | 1.780             | 130+100           | 130+60              | 1.740          | 3ª fase      | Serena Williams [1]     |
| 27     | 27      | Svetlana Kuznetsova        | 1.730             | 10+30             | 10+1                | 1.701          | 1ª fase      | Caroline Garcia         |
| 28     | 28      | Sabine Lisicki             | 1.681             | 70+30             | 10+1                | 1.592          | 1ª fase      | Kristina Mladenovic     |
| 29     | 29      | Casey Dellacqua            | 1.542             | 240               | 70                  | 1.372          | 2ª fase      | Madison Keys            |
| 30     | 30      | Varvara Lepchenko          | 1.480             | 70                | 130                 | 1.540          | 3ª fase      | Agnieszka Radwańska [6] |
| 31     | 31      | Zarina Diyas               | 1.460             | 170               | 130                 | 1.420          | 3ª fase      | Maria Sharapova [2]     |
| 32     | 34      | Belinda Bencic             | 1.391             | 110+12            | 10+1                | 1.280          | 1ª fase      | Julia Görges            |

### Duplas
| Cabeça | Ranking | Equipe               | Equipe                 |
| ------ | ------- | -------------------- | ---------------------- |
| 1      | 2       | Bob Bryan            | Mike Bryan             |
| 2      | 11      | Julien Benneteau     | Édouard Roger-Vasselin |
| 3      | 17      | Marcel Granollers    | Marc López             |
| 4      | 19      | Ivan Dodig           | Marcelo Melo           |
| 5      | 20      | Alexander Peya       | Bruno Soares           |
| 6      | 32      | Jean-Julien Rojer    | Horia Tecău            |
| 7      | 34      | Rohan Bopanna        | Daniel Nestor          |
| 8      | 40      | Aisam-ul-Haq Qureshi | Nenad Zimonjić         |
| 9      | 40      | Robert Lindstedt     | Marcin Matkowski       |
| 10     | 44      | Raven Klaasen        | Leander Paes           |
| 11     | 45      | Juan Sebastián Cabal | Robert Farah           |
| 12     | 51      | Eric Butorac         | Sam Groth              |
| 13     | 56      | Julian Knowle        | Vasek Pospisil         |
| 14     | 73      | Dominic Inglot       | Florin Mergea          |
| 15     | 74      | Marin Draganja       | Henri Kontinen         |
| 16     | 77      | Jamie Murray         | John Peers             |

| Cabeça | Ranking | Equipe                  | Equipe                     |
| ------ | ------- | ----------------------- | -------------------------- |
| 1      | 2       | Sara Errani             | Roberta Vinci              |
| 2      | 11      | Hsieh Su-wei            | Sania Mirza                |
| 3      | 14      | Ekaterina Makarova      | Elena Vesnina              |
| 4      | 23      | Martina Hingis          | Flavia Pennetta            |
| 5      | 24      | Raquel Kops-Jones       | Abigail Spears             |
| 6      | 33      | Garbiñe Muguruza        | Carla Suárez Navarro       |
| 7      | 35      | Caroline Garcia         | Katarina Srebotnik         |
| 8      | 37      | Chan Hao-ching          | Květa Peschke              |
| 9      | 38      | Andrea Hlaváčková       | Lucie Hradecká             |
| 10     | 39      | Tímea Babos             | Kristina Mladenovic        |
| 11     | 47      | Anabel Medina Garrigues | Yaroslava Shvedova         |
| 12     | 49      | Alla Kudryavtseva       | Anastasia Pavlyuchenkova   |
| 13     | 61      | Michaëlla Krajicek      | Barbora Záhlavová-Strýcová |
| 14     | 63      | Chan Yung-jan           | Zheng Jie                  |
| 15     | 63      | Kimiko Date-Krumm       | Casey Dellacqua            |
| 16     | 72      | Julia Görges            | Anna-Lena Grönefeld        |

#### Mistas
| Cabeça | Ranking | Equipe              | Equipe               |
| ------ | ------- | ------------------- | -------------------- |
| 1      | 16      | Sania Mirza         | Bruno Soares         |
| 2      | 18      | Katarina Srebotnik  | Marcelo Melo         |
| 3      | 22      | Kristina Mladenovic | Daniel Nestor        |
| 4      | 25      | Andrea Hlaváčková   | Alexander Peya       |
| 5      | 26      | Cara Black          | Juan Sebastián Cabal |
| 6      | 28      | Yaroslava Shvedova  | Nenad Zimonjić       |
| 7      | 34      | Martina Hingis      | Leander Paes         |
| 8      | 37      | Květa Peschke       | Marcin Matkowski     |

## Convidados à chave principal
Como parte do acordo entre as federações de tênis australiana (Tennis Australia), norte-americana (USTA) e francesa (FFT), um jogador de cada gênero de Estados Unidos e França recebe um convite para o evento de simples do Australian Open. A USTA os deu a Denis Kudla e Irina Falconi graças às suas posições num circuito de torneios Challenger/ITF organizados pela associação, enquanto que Lucas Pouille e Océane Dodin foram escolhidos por um processo de seleção interna da FFT.
Mais quatro convites foram dados aos vencedores masculinos e femininos de duas repescagens: da região Ásia-Pacífico, para Zhang Ze e Chang Kai-chen, e da Tennis Australia para Jordan Thompson e Daria Gavrilova, todos em simples. No evento australiano ainda houve competição de duplas mistas, que definiu Sam Thompson e Masa Jovanovic como equipe a partipar do Grand Slam nessa modalidade.
Os convites restantes foram decididos por seleção interna australiana.

### Simples
| Masculino | Feminino |
| --- | --- |
| - James Duckworth - Thanasi Kokkinakis - Denis Kudla - John Millman - Lucas Pouille - Luke Saville - Jordan Thompson - Zhang Ze | - Chang Kai-chen - Océane Dodin - Duan Yingying - Irina Falconi - Daria Gavrilova - Arina Rodionova - Olivia Rogowska - Storm Sanders |

### Duplas
| Masculinas | Femininas | Mistas |
| --- | --- | --- |
| - Alex Bolt / Andrew Whittington - James Duckworth / Luke Saville - Matthew Ebden / Matt Reid - Omar Jasika / John-Patrick Smith - Thanasi Kokkinakis / Nick Kyrgios - Lee Hsin-han / Zhang Ze - John Millman / Benjamin Mitchell | - Monique Adamczak / Olivia Rogowska - Naiktha Bains / Sara Tomic - Kimberly Birrell / Priscilla Hon - Daria Gavrilova / Storm Sanders - Maddison Inglis / Alexandra Nancarrow - Jessica Moore / Abbie Myers - Yang Zhaoxuan / Ye Qiuyu | - Chang Kai-chen / Zhang Ze - Casey Dellacqua / John Peers - Jarmila Gajdošová / Mahesh Bhupathi - Daria Gavrilova / Luke Saville - Masa Jovanovic / Sam Thompson - Andreja Klepač / Chris Guccione - Arina Rodionova / Max Mirnyi |

## Qualificados à chave principal
O qualificatório aconteceu no Melbourne Park entre 14 e 17 de janeiro de 2015.

### Simples
| Masculino | Feminino |
| --- | --- |
| 1. Tim Pütz 2. Jürgen Melzer 3. Elias Ymer 4. Tim Smyczek 5. Matthias Bachinger 6. Jan Hernych 7. Aljaž Bedene 8. Jimmy Wang 9. Michael Russell 10. Ruben Bemelmans 11. Marius Copil 12. Kyle Edmund 13. Alexander Kudryavtsev 14. Illya Marchenko 15. Yuki Bhambri 16. Laurent Lokoli | 1. Denisa Allertová 2. Stéphanie Foretz 3. Renata Voráčová 4. Tatjana Maria 5. Alexandra Panova 6. Lucie Hradecká 7. Ons Jabeur 8. Urszula Radwańska 9. Richèl Hogenkamp 10. Evgeniya Rodina 11. Anna Tatishvili 12. Petra Martić |

Lucky losers
| 1. Hiroki Moriya | 1. Yulia Putintseva |

## Eliminações em simples

### Masculino
| Final                    | Final                     | Final                      | Final                      |
| ------------------------ | ------------------------- | -------------------------- | -------------------------- |
| Andy Murray [6]          |                           |                            |                            |
| Semifinais               |                           |                            |                            |
| Stan Wawrinka [4]        | Stan Wawrinka [4]         | Tomáš Berdych [7]          | Tomáš Berdych [7]          |
| Quartas de final         |                           |                            |                            |
| Milos Raonic [8]         | Kei Nishikori [5]         | Rafael Nadal [3]           | Nick Kyrgios               |
| Quarta fase              |                           |                            |                            |
| Gilles Müller            | Feliciano Lopez [12]      | Guillermo Garcia-Lopez     | David Ferrer [9]           |
| Bernard Tomic            | Kevin Anderson [14]       | Grigor Dimitrov [10]       | Andreas Seppi              |
| Terceira fase            |                           |                            |                            |
| Fernando Verdasco [31]   | John Isner [19]           | Jerzy Janowicz             | Benjamin Becker            |
| Jarkko Nieminen          | Vasek Pospisil            | Gilles Simon [18]          | Steve Johnson              |
| Viktor Troicki           | Sam Groth                 | Richard Gasquet [24]       | Dudi Sela                  |
| João Sousa               | Marcos Baghdatis          | Malek Jaziri               | Roger Federer [2]          |
| Segunda fase             |                           |                            |                            |
| Andrey Kuznetsov         | Go Soeda                  | Andreas Haider-Maurer      | Roberto Bautista Agut [13] |
| Adrian Mannarino         | Gaël Monfils [17]         | Lleyton Hewitt             | Donald Young               |
| Marius Copil [Q]         | Matthias Bachinger [Q]    | Paolo Lorenzi              | Alejandro González         |
| Sergiy Stakhovsky        | Marcel Granollers         | Santiago Giraldo [30]      | Ivan Dodig                 |
| Jürgen Melzer [Q]        | Leonardo Mayer [26]       | Philipp Kohlschreiber [22] | Thanasi Kokkinakis [WC]    |
| Ričardas Berankis        | James Duckworth [WC]      | Lukáš Rosol [28]           | Tim Smyczek [Q]            |
| Marinko Matosevic        | Martin Kližan [32]        | David Goffin [20]          | Lukáš Lacko                |
| Édouard Roger-Vasselin   | Ivo Karlović [23]         | Jérémy Chardy [29]         | Simone Bolelli             |
| Primeira fase            |                           |                            |                            |
| Aljaž Bedene [Q]         | Albert Ramos-Viñolas      | Elias Ymer [Q]             | James Ward                 |
| Jimmy Wang [Q]           | Laurent Lokoli [Q]        | Pablo Carreño              | Dominic Thiem              |
| Denis Kudla [WC]         | Blaž Rola                 | Hiroki Moriya [LL]         | Lucas Pouille [WC]         |
| Julien Benneteau [25]    | Zhang Ze [WC]             | Tim Pütz [Q]               | Illya Marchenko [Q]        |
| Marsel İlhan             | Pablo Andújar             | Andrey Golubev             | Pablo Cuevas [27]          |
| Alexandr Dolgopolov [21] | Sam Querrey               | Peter Gojowczyk            | Fabio Fognini [16]         |
| Thomaz Bellucci          | Dušan Lajović             | Stéphane Robert [PR]       | Robin Haase                |
| Jan Hernych [Q]          | Kyle Edmund [Q]           | João Souza                 | Nicolás Almagro            |
| Alejandro Falla          | Víctor Estrella Burgos    | Jiří Veselý                | John Millman [WC]          |
| Paul-Henri Mathieu       | Tobias Kamke              | Filip Krajinović           | Ernests Gulbis [11]        |
| Diego Schwartzman        | Igor Sijsling             | Blaz Kavčič                | Carlos Berlocq             |
| Kenny de Schepper        | Jan-Lennard Struff        | Luke Saville [WC]          | Mikhail Youzhny            |
| Yuki Bhambri [Q]         | Alexander Kudryavtsev [Q] | Jordan Thompson [WC]       | Tatsuma Ito                |
| Michael Russell [Q]      | Teymuraz Gabashvili       | Máximo González            | Dustin Brown               |
| Tommy Robredo [15]       | Mikhail Kukushkin         | Federico Delbonis          | Ruben Bemelmans [Q]        |
| Borna Ćorić              | Denis Istomin             | Juan Mónaco                | Lu Yen-hsun                |

### Feminino
| Final                     | Final                  | Final                   | Final                           |
| ------------------------- | ---------------------- | ----------------------- | ------------------------------- |
| Maria Sharapova [2]       |                        |                         |                                 |
| Semifinais                |                        |                         |                                 |
| Madison Keys              | Madison Keys           | Ekaterina Makarova [10] | Ekaterina Makarova [10]         |
| Quartas de final          |                        |                         |                                 |
| Dominika Cibulková [11]   | Venus Williams [18]    | Simona Halep [3]        | Eugenie Bouchard [7]            |
| Quarta fase               |                        |                         |                                 |
| Garbiñe Muguruza [24]     | Victoria Azarenka      | Madison Brengle         | Agnieszka Radwańska [6]         |
| Julia Görges              | Yanina Wickmayer       | Irina-Camelia Begu      | Peng Shuai [21]                 |
| Terceira fase             |                        |                         |                                 |
| Elina Svitolina [26]      | Timea Bacsinszky       | Alizé Cornet [19]       | Barbora Záhlavová-Strýcová [25] |
| Petra Kvitová [4]         | Coco Vandeweghe        | Camila Giorgi           | Varvara Lepchenko [30]          |
| Lucie Hradecká [Q]        | Karolína Plíšková [22] | Sara Errani [14]        | Bethanie Mattek-Sands [PR]      |
| Caroline Garcia           | Carina Witthöft        | Yaroslava Shvedova      | Zarina Diyas [31]               |
| Segunda fase              |                        |                         |                                 |
| Vera Zvonareva [PR]       | Nicole Gibbs           | Daniela Hantuchová      | Anna Tatishvili [Q]             |
| Tsvetana Pironkova        | Denisa Allertová [Q]   | Chang Kai-chen [WC]     | Caroline Wozniacki [8]          |
| Mona Barthel              | Casey Dellacqua [29]   | Samantha Stosur [20]    | Irina Falconi [WC]              |
| Tereza Smitková           | Lauren Davis           | Ajla Tomljanović        | Johanna Larsson                 |
| Polona Hercog             | Klára Koukalová        | Océane Dodin [WC]       | Roberta Vinci                   |
| Silvia Soler Espinosa     | Lara Arruabarrena      | Kristina Mladenovic     | Jarmila Gajdošová               |
| Kiki Bertens              | Stefanie Vögele        | Christina McHale        | Kateřina Siniaková              |
| Mónica Puig               | Magdaléna Rybáriková   | Anna Schmiedlová        | Alexandra Panova [Q]            |
| Primeira fase             |                        |                         |                                 |
| Alison Van Uytvanck       | Ons Jabeur [Q]         | Olivia Rogowska [WC]    | Yulia Putintseva [LL]           |
| Marina Erakovic           | Zheng Saisai           | Kimiko Date-Krumm       | Jelena Janković [15]            |
| Kirsten Flipkens          | Heather Watson         | Romina Oprandi [PR]     | Zhang Shuai                     |
| Tímea Babos               | Zheng Jie              | Sloane Stephens         | Taylor Townsend                 |
| Richèl Hogenkamp [Q]      | Donna Vekić            | Lesia Tsurenko          | Yvonne Meusburger               |
| Monica Niculescu          | Francesca Schiavone    | Kaia Kanepi             | Andrea Petkovic [13]            |
| Flavia Pennetta [12]      | Mirjana Lučić-Baroni   | Aleksandra Krunić       | María Teresa Torró Flor         |
| Vitalia Diatchenko        | Shelby Rogers          | Alla Kudryavtseva       | Kurumi Nara                     |
| Ana Ivanović [5]          | Wang Qiang             | Storm Sanders [WC]      | Belinda Bencic [32]             |
| Evgeniya Rodina [Q]       | Alison Riske           | Bojana Jovanovski       | An-Sophie Mestach               |
| Grace Min                 | Annika Beck            | Renata Voráčová         | Anastasia Pavlyuchenkova [23]   |
| Sabine Lisicki [28]       | Duan Yingying [WC]     | Alexandra Dulgheru      | Karin Knapp                     |
| Anna-Lena Friedsam        | Daria Gavrilova [WC]   | Pauline Parmentier      | Svetlana Kuznetsova [27]        |
| Carla Suárez Navarro [17] | Stéphanie Foretz [Q]   | Elena Vesnina           | Angelique Kerber [9]            |
| Lucie Šafářová [16]       | Arina Rodionova [WC]   | Ana Konjuh              | Tatjana Maria [Q]               |
| Urszula Radwańska [Q]     | Chanelle Scheepers     | Sorana Cîrstea          | Petra Martić [Q]                |

## Finais

### Profissional
| Categoria | Evento    | Campeã(s)(o/ões)                     | Vice-campeã(s)(o/ões)               | Resultado          | Chave(s)  | Chave(s)       |
| --------- | --------- | ------------------------------------ | ----------------------------------- | ------------------ | --------- | -------------- |
| Simples   | Masculino | Novak Djokovic                       | Andy Murray                         | 7–6, 6–7, 6–3, 6–0 | principal | qualificatório |
| Simples   | Feminino  | Serena Williams                      | Maria Sharapova                     | 6–3, 7–65          | principal | qualificatório |
| Duplas    | Masculino | Simone Bolelli Fabio Fognini         | Pierre-Hugues Herbert Nicolas Mahut | 6–4, 6–4           | principal | principal      |
| Duplas    | Feminino  | Bethanie Mattek-Sands Lucie Šafářová | Chan Yung-jan Zheng Jie             | 6–4, 7–65          | principal | principal      |
| Duplas    | Misto     | Martina Hingis Leander Paes          | Kristina Mladenovic Daniel Nestor   | 6–4, 6–3           | principal | principal      |

### Juvenil
| Categoria | Evento    | Campeã(s)(o/ões)                        | Vice-campeã(s)(o/ões)            | Resultado        | Chave(s)  | Chave(s)       |
| --------- | --------- | --------------------------------------- | -------------------------------- | ---------------- | --------- | -------------- |
| Simples   | Masculino | Roman Safiullin                         | Hong Seong-chan                  | 7–5, 7–62        | principal | qualificatório |
| Simples   | Feminino  | Tereza Mihalíková                       | Katie Swan                       | 6–1, 6–4         | principal | qualificatório |
| Duplas    | Masculino | Jake Delaney Marc Polmans               | Hubert Hurkacz Alex Molčan       | 0–6, 6–2, [10–8] | principal | principal      |
| Duplas    | Feminino  | Miriam Kolodziejová Markéta Vondroušová | Katharina Hobgarski Greet Minnen | 7–5, 6–4         | principal | principal      |

### Cadeirante
| Categoria | Evento       | Campeã(s)(o/ões)               | Vice-campeã(s)(o/ões)          | Resultado     | Chave     |
| --------- | ------------ | ------------------------------ | ------------------------------ | ------------- | --------- |
| Simples   | Masculino    | Shingo Kunieda                 | Stéphane Houdet                | 6–2, 6–2      | principal |
| Simples   | Feminino     | Jiske Griffioen                | Yui Kamiji                     | 6–3, 7–5      | principal |
| Simples   | Tetraplégico | Dylan Alcott                   | David Wagner                   | 6–2, 6–3      | principal |
| Duplas    | Masculino    | Stéphane Houdet Shingo Kunieda | Gustavo Fernández Gordon Reid  | 6–2, 6–1      | principal |
| Duplas    | Feminino     | Yui Kamiji Jordanne Whiley     | Jiske Griffioen Aniek van Koot | 4–6, 6–4, 7–5 | principal |
| Duplas    | Tetraplégico | Andrew Lapthorne David Wagner  | Dylan Alcott Lucas Sithole     | 6–0, 3–6, 6–2 | principal |

### Outros eventos
| Categoria        | Evento    | Campeã(s)(o/ões)                | Vice-campeã(s)(o/ões)        | Resultado               | Chave     |           |
| ---------------- | --------- | ------------------------------- | ---------------------------- | ----------------------- | --------- | --------- |
| Duplas lendárias | Masculino | Jonas Björkman Thomas Johansson | Thomas Enqvist Magnus Norman | (4–6}3–4, 4–2, 4–2, 4–2 | principal | principal |